# Viva La Vida Turné
A Viva la Vida Turné a Coldplay 2008-as turnéja, amely során legfrissebb albumukat, a 'Viva la Vida or Death and All His Friends-t promotálják. A turné 2008. június 16-án egy ingyenkoncerttel kezdődött a Brixton Academy-n Londonban és további két másikkal Barcelonában és New Yorkban. A turné három kontinenst érint: Európát, Észak-Amerikát és Ázsiát, összesen 60 állomással. A csapat nyitószáma Észak-Amerikában a Shearwater, a Santogold és Duffy; Európában pedig Albert Hammond, Jr. a The Strokes-ból.

## A show
A Coldplay az Oxfam alapítvány társaságában turnézott. Minden helyszínen önkéntesek adtak tanácsot a koncertlátogatóknak azzal kapcsolatban, miképp tudják csökkenteni a szegénységet. A szervezet logója és honlapja szintén fel volt festve az egyik körtére, amit a koncertek alatt használtak.
Az együttes a chicagói fellépéseik során vette fel koncertvideóját a Lost! című dalukhoz. Az itt készült koncertfelvételt később DVD formátumban fogják megjelentetni.
2008. szeptember 19-én Oslóban az Oslo Spektrumban Christ Martint az a-ha billentyűse Magne Furuholmen kísérte az átvezető rész alatt melynek során az a-ha egyik dalát a Hunting High and Low-t adták elő.

## Szetlista

### Amerikai szetlista
1. "Life In Technicolor"
2. "Violet Hill"
3. "Clocks"
4. "In My Place"
5. "Viva la Vida"
6. "Yes"
7. "42"
8. "Fix You"
9. "Strawberry Swing"
10. "Chinese Sleep Chant"
11. "God Put a Smile Upon Your Face" [techno remix]
12. "Square One"/"Speed of Sound"
13. "The Hardest Part" [akusztikus piano változat]
14. "Yellow"
15. "Lost!"
16. "The Scientist" [akusztikus]
17. "Death Will Never Conquer" [akusztikus, Will Champion vokáljával]
18. "Talk" [remix átvezetés]

Ráadás:
1. "Politik"
2. "Lovers in Japan"
3. "Death and All His Friends"
4. "The Escapist"

Második ráadás:
1. "Green Eyes"/"Don't Panic"
2. "The Dubliners"

### Európai szetlista
1. "Life in Technicolor"
2. "Violet Hill"
3. "Clocks"
4. "In My Place"
5. "Speed of Sound"
6. "Cemeteries of London"
7. "Chinese Sleep Chant"
8. "42"
9. "Fix You"
10. "Strawberry Swing"
11. "God Put a Smile Upon Your Face" [techno remix]
12. "Talk" [techno remix]
13. "The Hardest Part" [akusztikus piano]
14. "Postcards from Far Away"
15. "Viva la Vida"
16. "Lost!"
17. "The Scientist" [akusztikus]
18. "Death Will Never Conquer" [akusztikus, Will Champion vokáljával]
19. "Viva la Vida" [remix interlude]

Ráadás:
1. "Politik"
2. "Lovers in Japan"
3. "Death and All His Friends"

Második ráadás:
1. "Yellow"
2. "The Escapist"

### A budapesti Coldplay-koncert
A legelső magyarországi Coldplay koncert 2008. szeptember 23-án a Papp László Budapest Sportarénában volt. A koncert előzenekara az Albert Hammond Jr. volt, majd utána következett a Coldplay. A koncert nyitánya a Kék Duna keringő volt (mintegy a magyar közönség megtréfálására), majd a következő dalokkal és eseményekkel zajlott le a koncert:
1. Life In Technicolor
2. Violet Hill
3. Clocks
4. In My Place
5. Speed Of Sound
6. Cemeteries Of London
7. Chinese Sleep Chant
8. 42
9. Fix You
10. Strawberry Swing
11. God Put A Smile Upon Your Face (techno változat)
12. Talk (részlet – techno változat)
13. The Hardest Part (zongora – Chris)
14. Postcards From Far Away (zongora)
15. Viva La Vida
16. Lost!

Majd elhagyták a színpadot és beálltak a közönség sorai közé a következő számokkal:
1. The Scientist (akusztikus)
2. Death Will Never Conquer (akusztikus – Will énekelt)

Remix, amíg újra elfoglalták a helyüket a színpadon:
1. Viva La Vida

Újra a színpadon:
1. Politik
2. Lovers In Japan
3. Death And All His Friends

S végül a ráadás, a közönség tapsára:
1. Yellow
2. The Escapist[6]

## Turné dátumok
| Európa                        |                     |                  |                                  |
| 2008. június 16.              | London              | Anglia           | Brixton Academy                  |
| 2008. június 17.              | Barcelona           | Spanyolország    | Espacio Movistar                 |
| Észak-Amerika – első menet    |                     |                  |                                  |
| 2008. június 23.              | New York            | Egyesült Államok | Madison Square Garden            |
| 2008. július 14.              | Los Angeles         | Egyesült Államok | The Forum                        |
| 2008. július 15.              | Los Angeles         | Egyesült Államok | The Forum                        |
| 2008. július 18.              | San Jose            | Egyesült Államok | HP Pavilion at San Jose          |
| 2008. július 19.              | Las Vegas           | Egyesült Államok | MGM Grand Garden Arena           |
| 2008. július 22.              | Chicago             | Egyesült Államok | United Center                    |
| 2008. július 23.              | Chicago             | Egyesült Államok | United Center                    |
| 2008. július 25.              | Philadelphia        | Egyesült Államok | Wachovia Center                  |
| 2008. július 27.              | Pemberton           | Kanada           | Pemberton Festival               |
| 2008. július 29.              | Montréal            | Kanada           | Centre Bell                      |
| 2008. július 30.              | Toronto             | Kanada           | Air Canada Centre                |
| 2008. július 31.              | Toronto             | Kanada           | Air Canada Centre                |
| 2008. augusztus 2.            | Hartford            | Egyesült Államok | XL Center                        |
| 2008. augusztus 3.            | Washington, D.C.    | Egyesült Államok | Verizon Center                   |
| 2008. augusztus 4.            | Boston              | Egyesült Államok | TD Banknorth Garden              |
| Ázsia                         |                     |                  |                                  |
| 2008. augusztus 9.            | Oszaka              | Japán            | Summer Sonic                     |
| 2008. augusztus 10.           | Tokió               | Japán            | Summer Sonic                     |
| Európa                        |                     |                  |                                  |
| 2008. szeptember 1.           | Strasbourg          | Franciaország    | Zenith                           |
| 2008. szeptember 2.           | Manheim             | Németország      | SAP Arena                        |
| 2008. szeptember 4.           | Lyon                | Franciaország    | Halle Tony Garnier               |
| 2008. szeptember 6.           | Barcelona           | Spanyolország    | Palau Sant Jordi                 |
| 2008. szeptember 7.           | Madrid              | Spanyolország    | Palacio de Deportes              |
| 2008. szeptember 9.           | Párizs              | Franciaország    | Palais Omnisports de Paris-Bercy |
| 2008. szeptember 10.          | Párizs              | Franciaország    | Palais Omnisports de Paris-Bercy |
| 2008. szeptember 12.          | Köln                | Németország      | Cologne Arena                    |
| 2008. szeptember 14.          | Hamburg             | Németország      | Color Line Arena                 |
| 2008. szeptember 15.          | Berlin              | Németország      | O2 World                         |
| 2008. szeptember 17.          | Stockholm           | Svédország       | Globe Arena                      |
| 2008. szeptember 18.          | Stockholm           | Svédország       | Globe Arena                      |
| 2008. szeptember 19.          | Oslo                | Norvégia         | Oslo Spektrum                    |
| 2008. szeptember 22.          | Prága               | Csehország       | O2 Aréna                         |
| 2008. szeptember 23.          | Budapest            | Magyarország     | Papp László Budapest Sportaréna  |
| 2008. szeptember 24.          | Bécs                | Ausztria         | Wiener Stadthalle                |
| 2008. szeptember 26.          | München             | Németország      | Olympiahalle                     |
| 2008. szeptember 28.          | Zürich              | Svájc            | Hallenstadion                    |
| 2008. szeptember 29.          | Bologna             | Olaszország      | Palamalaguti                     |
| 2008. szeptember 30.          | Milánó              | Olaszország      | DatchForum                       |
| 2008. október 2.              | Rotterdam           | Hollandia        | Ahoy Rotterdam                   |
| 2008. október 3.              | Rotterdam           | Hollandia        | Ahoy Rotterdam                   |
| 2008. október 4.              | Antwerpen           | Belgium          | Sportpaleis Antwerpen            |
| Észak-Amerika – második menet |                     |                  |                                  |
| 2008. október 20.             | Ottawa              | Kanada           | Scotiabank Place                 |
| 2008. október 21.             | Cleveland           | Egyesült Államok | Quicken Loans Arena              |
| 2008. október 26.             | East Rutherford     | Egyesült Államok | Izod Center                      |
| 2008. október 27.             | East Rutherford     | Egyesült Államok | Izod Center                      |
| 2008. október 29.             | Boston              | Egyesült Államok | TD Banknorth Garden              |
| 2008. október 31.             | Washington, D.C.    | Egyesült Államok | Verizon Center                   |
| 2008. november 1.             | Philadelphia        | Egyesült Államok | Wachovia Center                  |
| 2008. november 3.             | Auburn Hills        | Egyesült Államok | The Palace of Auburn Hills       |
| 2008. november 5.             | Atlanta             | Egyesült Államok | Phillips Arena                   |
| 2008. november 7.             | Orlando             | Egyesült Államok | Amway Arena                      |
| 2008. november 9.             | Ft Lauderdale       | Egyesült Államok | BankAtlantic Center              |
| 2008. november 11.            | Atlanta             | Egyesült Államok | Philips Arena                    |
| 2008. november 13.            | Kansas City         | Egyesült Államok | Sprint Center                    |
| 2008. november 14.            | Minneapolis/St Paul | Egyesült Államok | Xcel Energy Center               |
| 2008. november 16.            | Oklahoma City       | Egyesült Államok | Ford Center                      |
| 2008. november 18.            | Houston             | Egyesült Államok | Toyota Center                    |
| 2008. november 19.            | Dallas              | Egyesült Államok | American Airlines Center         |
| 2008. november 21.            | Denver              | Egyesült Államok | Pepsi Center                     |
| 2008. november 22.            | Salt Lake City      | Egyesült Államok | EnergySolutions Arena            |
| 2008. november 26.            | Glendale            | Egyesült Államok | Jobing.com Arena                 |
| Egyesült Királyság & Írország |                     |                  |                                  |
| 2008. december 1.             | Birmingham          | Anglia           | NIA                              |
| 2008. december 2.             | Birmingham          | Anglia           | NIA                              |
| 2008. december 3.             | Birmingham          | Anglia           | NIA                              |
| 2008. december 5.             | Glasgow             | Skócia           | SECC                             |
| 2008. december 6.             | Glasgow             | Skócia           | SECC                             |
| 2008. december 7.             | Sheffield           | Anglia           | Sheffield Arena                  |
| 2008. december 10.            | Liverpool           | Anglia           | Echo Arena                       |
| 2008. december 11.            | Manchester          | Anglia           | MEN Arena                        |
| 2008. december 12.            | Manchester          | Anglia           | MEN Arena                        |
| 2008. december 14.            | London              | Anglia           | O2 Aréna                         |
| 2008. december 15.            | London              | Anglia           | O2 Arena                         |
| 2008. december 16.            | London              | Anglia           | O2 Arena                         |
| 2008. december 18.            | Belfast             | Észak-Írország   | Odyssey Arena                    |
| 2008. december 19.            | Belfast             | Észak-Írország   | Odyssey Arena                    |
| 2008. december 21.            | Dublin              | Írország         | The O2                           |
| 2008. december 22.            | Dublin              | Írország         | The O2                           |

## Külső hivatkozások
- Hivatalos oldal
- Hivatalos rajongói oldal Archiválva 2006. november 5-i dátummal a Wayback Machine-ben
- WikiColdplay
- Coldplay @ NME
- Coldplay @ MySpace